# Retroviry
Retroviry (v užším smyslu, tj. čeleď Retroviridae) jsou obalené RNA viry s jednovláknovou nukleovou kyselinou, které jsou schopné pomocí reverzní transkriptázy přepsat svou genetickou informaci do DNA, kterou následně mohou včlenit (inzertovat) do genomu hostitelské buňky. Reverzní transkripce byla poprvé objevena právě u těchto virů, dnes je však známo více virových čeledí s touto schopností.
Retroviry jsou viry obratlovců, mají vysokou hostitelskou specifitu a u svých hostitelů vyvolávají celoživotní infekce. Podle druhu viru jsou původci nádorových onemocnění nebo napadají lymfatickou tkáň. Pro člověka je patogenní T-lymfotropní virus a virus HIV, který způsobuje syndrom získaného selhání imunity, AIDS.
V širším smyslu se jako retroviry označují veškeré viry s reverzní transkriptázou, tedy Baltimorovy skupiny VI a VII.

## Popis
Baltimoreova klasifikace virů řadí retroviry (v užším smyslu, čeleď Retroviridae) do skupiny VI, mezi ssRNA viry s reverzní transkriptázou.
Viriony jsou obalené, v průměru kolem 100 nm velké, kulovitého tvaru. Kapsida uvnitř je pravděpodobně izohedrálně symetrická, z perikapsidálního obalu zralých virových částic vyčnívají na povrch glykoproteinové, asi 8 nm dlouhé peplomery, které tvoří jakési bodce pravidelně čnící z povrchu viru.
Virový genom je tvořen dvěma molekulami pozitivní jednovláknové RNA (+ssRNA), tvoří asi 2 % hmotnosti celé virové částice. Mimo této RNA se uvnitř virionu nachází také tRNA, která slouží jako primer k syntéze komplementární negativní DNA v infikované buňce, a reverzní transkriptáza a další enzymy.

## Životní cyklus
Retroviry se replikují v cytoplasmě a dozrávají pučením z cytoplasmatické membrány napadené buňky. Převedením své genetické informace na dvouvláknovou DNA pomocí reverzní transkriptázy také získaly schopnost integrovat se do buněčného genomu jako tzv. provirus, neaktivní forma viru, která je však předávána všem potomkům nakažené buňky. V této formě je také dokonale chráněn před imunitním systémem hostitele – infekce retroviry je vždy doživotní, i když sama infekce nemusí nutně znamenat smrt nositele viru.

## Taxonomie
V současnosti (2018) je známo 11 rodů čeledi Retroviridae ve dvou podčeledích:

### Orthoretrovirinae
- Alpharetrovirus; typový druh: virus leukózy drůbeže
- Betaretrovirus; typový druh: virus nádoru mléčné žlázy myší
- Gammaretrovirus; typový druh: virus leukémie myší
- Deltaretrovirus; typový druh: virus enzootické leukózy skotu, HTLV (virus lidské T-buněčné leukémie)
- Epsilonretrovirus; typový druh: virus kožních sarkomů ryb
- Lentivirus; typový druh: HIV

### Spumaretrovirinae
Původní jeden rod Spumavirus byl rozdělen do 5 rodů, nazvaných podle hostitelů:
- Bovispumavirus; typový druh: Bovine foamy virus napadající skot
- Equispumavirus; typový druh: Equine foamy virus napadající koně
- Felispumavirus; typový druh: Feline foamy virus napadající kočky
- Prosimiispumavirus; typový druh: Brown greater galago prosimian foamy virus napadající komby
- Simiispumavirus; typový druh: Eastern chimpanzee simian foamy virus napadající šimpanze

### Retroviry v širším smyslu
Do virů s reverzní transkriptázou patří (v závorce Baltimorova skupina):
- Řád Ortervirales,[2] tj. čeledi Belpaoviridae (VI), Caulimoviridae (VII), Retroviridae (VI), včetně čeledí s retrotranspozony: Metaviridae (VI) a Pseudoviridae (VI)
- Čeleď (nezařazená do žádného řádu): Hepadnaviridae (VII) a jí příbuzná
- Čeleď (nezařazená do žádného řádu a dosud neuznaná ICTV): Nackednaviridae[3] (VII)